# Baronía de Liñola
La baronía de Liñola es un título nobiliario español, concedido ad personam  por el rey Juan II de Aragón por real cédula del 16 de julio de 1462, a Antonio Folch de Cardona Anglesola y de Centelles sobre un señorío de su esposa. El 18 de febrero de 1479 el rey Fernando el Católico confirmó el título a su viuda, Castellana de Cardona y Requesens.
Su denominación hace referencia a la localidad de Liñola (Linyola, en catalán), provincia de Lérida.

## Historia de los barones de Liñola
- Antonio Folch de Cardona Anglesola y de Centelles (c. 1450-1473), I barón de Liñola[1] y XI barón de Bellpuig, hijo de Ramón de Cardona-Anglesola y de Pinós y de Catalina de Centelles.[4]

Casó con Castellana de Cardona y Requesens, a quién, después de enviudar, el rey Fernando el Católico le confirmó el título  en 1479:
- Castellana de Cardona y Requesens, II baronesa de Liñola,[3][2] señora de Liñola, San Martín de Maldá, Castelnou y otros feudos en Cataluña.[1]

Sucedió su hijo:

Escudo de Liñola

- Ramón III Folch de Cardona y Anglesola (¿Bellpuig?, 4 de julio de 1467-Nápoles, 10 de marzo de 1522),[5][6] III barón de Liñola,[7] I duque de Soma, grande de España,[8] I conde de Oliveto, conde de Albento en Nápoles,[7] XII barón de Bellpuig, caballero de a Orden del Toisón de Oro, virrey de Sicilia y de Nápoles.[7]

Casó, en 1506, con su prima hermana, Isabel de Requesens y Enríquez de Velasco (1498-Nápoles, 1534), II condesa de Palamós, II condesa de Trivento, II condesa de Avelino y II baronesa de Calonge.  Era hija de Galcerán de Requesens y Soler (1439-1505), I conde de Palamós, I conde de Trivento, I conde de Avelino, I barón de Calonge, gobernador de Cataluña, almirante y capitán de la armada de Aragón, capitán de la armada en Nápoles y embajador del rey de Nápoles en Barcelona, y de Beatriz Enríquez de Guzmán y Velasco, hija de Alonso Enríquez de Guzmán , II conde de Alba de Liste, y de Juana de Velasco. Sucedió su hijo:
- Fernando Folch de Cardona y Requesens (Nápoles, 20 de noviembre de 1521-San Cugat del Vallés, 13 de septiembre de 1571),[9] IV barón de Liñola, II conde de Oliveto,[7] II duque de Soma, grande de España,[8] III conde de Palamós, III conde de Trivento, III conde de Avelino, XIII barón de Bellpuig, III barón de Calonge, barón de Uxafavá y gran almirante de Nápoles.[7]

Casó, en 1539, con Beatriz Fernández de Córdoba. Sucedió su hijo:
- Luis Folch de Cardona y Fernández de Córdoba (Tarragona, 7 de noviembre de 1548-Nápoles, 6 de marzo de 1574) V barón de Liñola,[10], III duque de Soma, grande de España, IV conde de Avelino, V conde de Oliveto, V conde de Palamós, IV conde de Trivento, XIV barón de Bellpuig, IV barón de Calonge y barón de Uxafavá.[10]

Sin descendencia, sucedió su hermano:
- Antonio Fernández de Córdoba y Folch de Cardona Anglesola y Requesens (Bellpuig, 3 de diciembre de 1550-Valladolid, 6 de enero de 1606),[11] VI barón de Liñola,[10] III duque de Baena,[12] V duque de Sessa,[13] IV duque de Soma,[8] VII conde de Cabra,[14] cuatro veces grande de España, V conde de Avelino, IV conde de Oliveto,[10] VI conde de Palamós, conde de Trivento, VII vizconde de Iznájar, XV barón de Bellpuig, V barón de Calonge y barón de Uxafavá.[10] Fue consejero de Estado y de Guerra, gran almirante de Nápoles, señor de Villa Mencía, Rute y Zambra y comendador de la Orden de Calatrava en Sevilla y Niebla.[11]

Casó el 19 de junio de 1578 con su prima segunda, Juana de Aragón y Cardona, hija de Diego Fernández de Córdoba, III marqués de Comares, y de Juana de Aragón Folch de Cardona, IV duquesa de Segorbe, IV duquesa de Cardona, condesa de Ampurias, condesa de Prades, marquesa de Pallars. Sucedió su hijo:
- Luis Fernández de Córdoba Folch de Cardona Aragón y Requesens (1582-14 de noviembre de 1642), VII barón de Liñola,[15] IV duque de Baena,[12] VI duque de Sessa,[13] V duque de Soma,[8] VIII conde de Cabra[14] cuatro veces grande de España, VI conde de Avelino,[15] V conde de Oliveto,[15]  VII conde de Palamós,[15] VI conde de Trivento, VIII vizconde de Iznájar,[15] XVI barón de Bellpuig y VI barón de Calonge.

Casó en primeras nupcias, el 24 de marzo de 1599, con Mariana de Rojas (m. 1630), IV marquesa de Poza. Contrajo un segundo matrimonio, en 1637, siendo su cuarto marido, con Francisca Portocarrero, VI marquesa de Villanueva del Fresno. Sin descendientes de este matrimonio. Le sucedió, de su primer matrimonio, su hijo:
- Antonio Francisco Fernández de Córdoba Folch de Cardona Anglesola Aragón y Requesens (1600-20 de enero de 1659), VIII barón de Liñola, V duque de Baena,[12] VII duque de Sessa,[13] VI duque de Soma,[8] IX conde de Cabra,[14] cuatro veces grande de Espña, V marqués de Poza,[16] VI conde de Oliveto,[16] VIII conde de Palamós, IX vizconde de Iznájar,[16] XVII barón de Bellpuig, VII barón de Calonge,[16] gran almirante de Nápoles y caballero de la Orden de Santiago.[16]

Casó, en 1619, con Teresa Pimentel y Ponce de León, hija de Antonio Alonso Pimentel y Quiñones, IX conde-duque de Benavente, conde de Luna, etc. y de María Ponce de León de la casa ducal de Arcos. Le sucedió su hijo:
- Francisco Fernández de Córdoba y Pimentel (1626-1688), IX barón de Liñola,[16] VI duque de Baena,[12] VIII duque de Sessa,[13] VII duque de Soma,[8] X conde de Cabra,[14] cuatro veces grande de España, VIII conde de Avelino, VII conde de Oliveto,[16] IX conde de Palamós,[16] VIII conde de Trivento, XI vizconde de Iznájar,[16] XVIII barón de Bellpuig, VIII barón de Calonge, caballerizo mayor del rey Carlos II, gentilhombre de cámara y presidente del Consejo de las Órdenes.[16]

Casó en primeras nupcias, el 3 de diciembre de 1641, con Isabel Fernández de Córdoba y Figueroa, hija de Alfonso Fernández de Córdoba y Figueroa, V duque de Feria, V marqués de Priego, etc. y de Juana Enríquez de Ribera, hija de los marqueses de Tarifa. Casó en segundas nupcias con Mencía Dávalos, matrimonio que fue anulado. Casó en terceras nupcias en 1660 con Ana María Pimentel de Córdoba y Enríquez de Guzmán, VI marquesa de Távara, II condesa de Villada. Contrajo un cuarto matrimonio el 11 de diciembre de 1683 con María Andrea de Guzmán y Zúñiga, hija de Manuel Luis de Guzmán y Manrique de Zúñiga, IV marqués de Villamanrique y marqués de Ayamonte, y de Ana Dávila y Osorio, XI marquesa de Astorga. Le sucedió, de su primer matrimonio, su hijo:
- Félix Fernández de Córdoba y Cardona (1654-2 de julio de 1709), X barón de Liñola,[19] VII duque de Baena,[12] IX duque de Sessa,[13] VIII duque de Soma,[20] XII conde de Cabra,[14] cuatro veces grande de España, IX conde de Avelino, VIII conde de Oliveto,[19] XII conde de Palamós, IX conde de Trivento, XV vizconde de Iznájar,[19] XIX barón de Bellpuig y IX barón de Calonge.[19]

Casó en primeras nupcias el 15 de agosto de 1678 con Francisca Fernández de Córdoba y Rojas Portocarrero, VIII marquesa de Guadalcázar, VII condesa de las Posadas y III condesa de Casa Palma. Casó en segundas nupcias el 4 de marzo de 1685 con Margarita de Aragón y Benavides, hija de Luis Ramón de Aragón Folch de Cardona, VI duque de Segorbe, VII duque de Cardona etc. Le sucedió su hijo del segundo matrimonio:
- Francisco Javier Fernández de Córdoba Cardona y Requesens (1687-19 de mayo de 1750), XI barón de Liñola,[21] VIII duque de Baena,[12] X duque de Sessa,[13] IX duque de Soma,[20] XIII conde de Cabra,[14], cuatro veces grande de España, X conde de Avelino, IX conde de Oliveto,[21] XIII conde de Palamós, X conde de Trivento, XVII vizconde de Iznájar,[21] XX barón de Bellpuig y X barón de Calonge.[21]

Casó con su tía, Teresa Manuela Fernández de Córdoba y Guzmán, hija de Francisco Fernández de Córdoba Folch de Cardona Anglesola Aragón y Requesens, VII duque de Soma, VIII duque de Sessa, VI duque de Baena etc., y de su cuarta esposa María Andrea de Guzmán y Zúñiga. Sucedió su hija:
- Buenaventura Fernández de Córdoba y Cardona (Madrid, 1712-9 de abril de 1768),[22] XII baronesa de Liñola,[22] IX duquesa de Baena,[12] XI duquesa de Sessa,[13] X duquesa de Soma,[23] XV condesa de Cabra,[14] cuatro veces grande de España, X duquesa de Andría, XI duquesa de Santángelo, XV condesa de Palamós, XI condesa de Trivento, XI condesa de Avelino, X condesa de Oliveto, XX vizcondesa de Iznájar,[22] XXI baronesa de Bellpuig y XI baronesa de Calonge.[22]

Casó en primeras nupcias, el 10 de diciembre de 1731, con Ventura Antonio Osorio Moscoso (m. 29 de marzo de 1734), VI conde de Arzarcóllar, VI duque de Medina de las Torres, VIII duque de Sanlúcar la Mayor, XIV marqués de Astorga, V marqués de Leganés, IX conde de Altamira, cinco veces grande de España, VIII marqués de Almazán, XI marqués de Ayamonte, V marqués de Mairena, V marqués de Monasterio, IV marqués de Morata de la Vega, IX marqués de Poza, VI marqués de San Román, VII marqués de Villamanrique, VI conde de Arzarcóllar, VIII conde de Lodosa, XIII conde de Monteagudo de Mendoza, VII conde de Saltés y XIV conde de Trastámara. Después de enviudar, casó en segundas nupcias, el 21 de septiembre de 1749, con José María de Guzmán y Guevara, VI marqués de de Montealegre. Sucedió su hijo del primer matrimonio:
- Ventura Antonio Osorio de Moscoso y Fernández de Córdoba (15 de diciembre de 1733- 6 de enero de 1776),[28] XIII barón de Liñola,[22] V duque de Atrisco,[29] X duque de Baena,[12] VII duque de Medina de las Torres,[30] IX duque de Sanlúcar la Mayor,[31] XII duque de Sessa,[13] XI duque de Soma,[23] XIV marqués de Astorga,[18] VI marqués de Leganés,[23] VIII marqués de Velada,[29] X conde de Altamira,[27] XVI conde de Cabra,[14] once veces grande de España, IX marqués de Almazán, XII marqués de Ayamonte,[22] VI marqués de Mairena,[22] VI marqués de Monasterio, V marqués de Morata de la Vega, X marqués de Poza, VII marqués de San Román (antigua denominación), VIII marqués de Villamanrique, VII conde de Arzarcóllar,[22] XVII conde de Avelino, IX conde de Lodosa, XIV conde de Monteagudo de Mendoza,[22] XVII conde de Nieva, XI conde de Oliveto, XVI conde de Palamós, VIII conde de Saltés,[22] XVI conde de Santa Marta, XV conde de Trastámara, XVII conde de Trivento, XXI vizconde de Iznájar,[22] XXVI barón de Bellpuig y XI barón de Calonge.[22]

Casó, el 21 de septiembre de 1749, con María de la Concepción de Guzmán y Fernández de Córdoba, hija de José de Guzmán y Guevara, VI marqués de Montealegre, VI marqués de Quintana del Marco, IV marqués de Guevara, VII conde de Castronuevo, VII conde de los Arcos, XII conde de Oñate y VIII conde de Villamediana, y de su esposa María Felicha Fernández de Córdoba y Spínola, hija de Nicolás María Fernández de Córdoba y Figueroa, X duque de Medinaceli grande de España y IX marqués de Priego. Le sucedió su hijo:
- Vicente Joaquín Osorio de Moscoso y Guzmán (Madrid, 17 de enero de 1756-26 de agosto de 1816),[32] XIV barón de Liñola,[22] VI duque de Atrisco,[29] XI duque de Baena,[12] XV duque de Maqueda,[33] VIII duque de Medina de las Torres,[30] X duque de Sanlúcar la Mayor,[31] XIII duque de Sessa,[34] XII duque de Soma,[20] XV marqués de Astorga,[18] VII marqués de Leganés,[35] IX marqués de Velada,[36] XI conde de Altamira,[27] XVII conde de Cabra,[14] doce veces grande de España, marqués de Almazán, XIII marqués de Ayamonte,[22] marqués de Elche, VII marqués de Mairena, VII marqués de Monasterio, VI marqués de Morata de la Vega, XI marqués de Poza, VIII marqués de San Román, IX marqués de Villamanrique, XIII conde de Avelino, VIII conde de Arzarcóllar,[22] X conde de Lodosa, XV conde de Monteagudo de Mendoza,[22] XVIII conde de Nieva, XII conde de Oliveto, XVII conde de Palamós, IX conde de Saltés,[22] XVII conde de Santa María de Ortigueira, XVI conde de Trastámara, XXII vizconde de Iznájar,[22] XXIII barón de Bellpuig y XIII barón de Calonge.

Casó en primeras nupcias, el 3 de abril de 1774, con María Ignacia Álvarez de Toledo y Gonzaga, hija de Antonio Álvarez de Toledo Osorio Pérez de Guzmán el Bueno y su segunda esposa, María Antonia Gonzaga, marqueses de Villafranca del Bierzo, y en segundas, siendo su segundo esposo, con María Magdalena Fernández de Córdoba y Ponce de León, hija de los marqueses de Puebla de los Infantes. Le sucedió su hijo del primer matrimonio:
- Vicente Isabel Osorio de Moscoso y Álvarez de Toledo (Madrid, 19 de noviembre de 1777-31 de agosto de 1837), XV barón de Liñola,[37] VII duque de Atrisco,[29] XII duque de Baena,[12] XVI duque de Maqueda, IX duque de Medina de las Torres,[30] XI duque de Sanlúcar la Mayor,[31] XIV duque de Sessa,[34] XIII duque de Soma,[23] XVI marqués de Astorga,[18] VIII marqués de Leganés,[23] X marqués de Velada,[36] XII conde de Altamira,[27] XVIII conde de Cabra,[14] doce veces grande de España, XI marqués de Almazán, XIV marqués de Ayamonte,[37] XVIII marqués de Elche, VIII marqués de Mairena, VIII marqués de Monasterio, VII marqués de Morata de la Vega, XII marqués de Poza, IX marqués de San Román, X marqués de Villamanrique, IX conde de Arzarcóllar,[37] XVI conde de Monteagudo de Mendoza[37] XVIII conde de Palamós, X conde de Saltés,[37] XVIII conde de Santa Marta, XXIII vizconde de Iznájar, XXIV barón de Bellpuig y XIV barón de Calonge.[37]

Contrajo un primer matrimonio, el 12 de febrero de 1798, con María del Carmen Ponce de León y Carvajal,  VIII marquesa del Águila, V condesa de Garcíez, hija de Antonio María Ponce de León Dávila y Carrillo de Albornoz, III duque de Montemar, VIII marqués de Castromonte, dos veces grande de España, VII marqués del Águila, V conde de Valhermoso, IV conde de Garcíez, y de María del Buen Consejo Carvajal y Gonzaga, hija de Manuel Bernardino de Carvajal y Zúñiga, VI duque de Abrantes, V duque de Linares, etc. Casó en segundas nupcias el 14 de febrero de 1834 con María Manuela de Yanguas y Frías. Le sucedió su hijo del primer matrimonio:
- Vicente Pío Osorio de Moscoso y Ponce de León (1801-22 de febrero de 1864), XVI barón de Liñola,[37] VIII duque de Atrisco,[29] XIII duque de Baena,[12] XVII duque de Maqueda, X duque de Medina de las Torres,[30] IV duque de Montemar,[38] XII duque de Sanlúcar la Mayor,[31] XV duque de Sessa,[34] XIV duque de Soma,[20] XVII marqués de Astorga,[18] IX marqués de Castromonte,[39] IX marqués de Leganés,[35] XI marqués de Velada,[36] XIII conde de Altamira,[27] XIX conde de Cabra,[14] catorce veces grande de España, X marqués del Águila, XII marqués de Almazán, XV marqués de Ayamonte, marqués de Elche, IX marqués de Mairena, XII marqués de Montemayor, XIII marqués de Poza, X marqués de San Román, XI marqués de Villamanrique, VIII marqués de Morata de la Vega, VIII marqués de Monasterio, X conde de Arzarcóllar,[37]conde de Cantillana, VI conde de Garcíez, XII conde de Lodosa, XVII conde de Monteagudo de Mendoza,[37] XIX conde de Nieva, XX conde de Palamós, XI conde de Saltés,[37] conde de Trastámara, XIX conde de Santa Marta, XIV conde de Oliveto,[37] VI conde de Valhermoso, XXIV vizconde de Iznájar,[37] XXV barón de Bellpuig y XV barón de Calonge.[37]

Casó con María Luisa de Carvajal Vargas y Queralt, hija de José Miguel de Carvajal y Vargas, II duque de San Carlos, VI conde de Castillejo y IX conde del Puerto. Le sucedió su hijo:
- José María Osorio de Moscoso y Carvajal (12 de abril de 1828, Madrid-Córdoba, 4 de noviembre de 1881), XVII barón de Liñola,[40] XVIII duque de Maqueda,[41] VI duque de Montemar,XVI duque de Sessa,[34], XVIII marqués de Astorga,[18] XIV conde de Altamira,[27] XX conde de Cabra,[14] [40] seis veces grande de España, XIII marqués del Águila,[40] XVI marqués de Ayamonte, IX marqués de Morata de la Vega, XII marqués de la Villa de San Román,[40] XX conde de Trastámara,[40] XXVI barón de Bellpuig,[40] caballero de la Orden del Toisón de Oro, caballero de la Orden de Alcántara (30 de marzo de 1844),[40] caballero de la Orden de San Juan y maestrante de Zaragoza.[40]

Casó el 10 de febrero de 1847, en el Palacio Real de Madrid, con Luisa Teresa de Borbón, infanta de España.
Rehabilitación en 1921
- Luis Ruiz de Arana y Martín de Oliva (Madrid, 26 de septiembre de 1901-17 de noviembre de 1936), XVIII barón de Liñola, XV duque de Sanlúcar la Mayor, grande de España[31] y caballero de Santiago.[42] Era hijo de Luis María Ruiz de Arana y Osorio de Moscoso, XIV duque de Sanlúcar la Mayor y de María del Pilar Martín de Oliva y Sánchez de Ocaña,[42] marquesa de Torre Ocaña.

Contrajo matrimonio con Ana Teresa Pardo y Barreda.
Rehabilitación en 1985
- María de los Dolores Barón y Osorio de Moscoso (11 de noviembre de 1917-17 de agosto de 2002), XIX baronesa de Liñola,[43][44] XXII duquesa de Maqueda, grande de España,[41] XVII marquesa del Águila,[43] XIV condesa de Lodosa,[43] XVI marquesa de Montemayor,[43] XIV marquesa de la Villa de San Román, XXI condesa de Monteagudo de Mendoza[43] y IX condesa de Valhermoso.[43]

Casó, el 8 de mayo de 1946, con Baltasar de Casanova y de Ferrer. Le sucedió su hijo:
- Luis Gonzaga María de Casanova y Barón (n. Madrid, 24 de abril de 1950), XX barón de Liñola, XXIII duque de Maqueda,[41] VI duque de Santángelo,[45] dos veces grande de España, XXII marqués de Elche, XV conde de Lodosa, XXII conde de Monteagudo de Mendoza y X conde de Valhermoso.[43]

Casó el 21 de junio de 1980 con la archiduquesa Mónica de Habsburgo-Lorena, hija del archiduque Otto de Habsburgo-Lorena, príncipe heredero de Austria-Hungría y de su esposa, la princesa Regina de Sajonia-Meiningen. Fue desposeído por Sentencia del Tribunal Supremo, de los títulos de duque de Maqueda, de barón de Liñola de conde de Valhermoso y conde de Monteagudo de Mendoza, siendo estos adjudicados, a su hermana mayor:
- María del Pilar Paloma de Casanova y Barón (n. Madrid, 11 de mayo de 1947), XXI baronesa de Liñola[46] XXIV duquesa de Maqueda, XXIV marquesa de Astorga, XXVI condesa de Cabra,[14] XXI marquesa de Távara, cuatro veces grande de España, XXI marquesa de Ayamonte, XXIV marquesa de Elche,[46] XV marquesa de la Villa de San Román,[47] XVI condesa de Avelino, XXIII condesa de Monteagudo de Mendoza,[46] XVI condesa de Trivento, XI condesa de Valhermoso,[46] XXVI vizcondesa de Iznájar[46] y XV baronesa de Calonge[46].

Casó el 15 de agosto de 1975 con Francisco López Becerra y Sole, señor de Tejada, señor de Valdeosera, abogado. Poseedor, entre otras distinciones de la encomienda de la Real Orden de Isabel la Católica, Cruz con Distintivo Blanco de las Cruces del Mérito Militar, comendador de la Orden del Mérito Civil, de las Real Academia de Córdoba y de la Real Academia de Zaragoza, académico de número de la Academia Andaluza de la Historia. Son sus hijos: Soledad Simitria López Becerra y Casanova, marquesa de la Vega de la Sagra, casada con Javier Linares y de Medina, de la casa condal de Mejorada, Maestrante de Sevilla y de Ronda; Álvaro López de Becerra y de Casanova, XXVII conde de Cabra, grande de España, IV marqués de Belfuerte, XIX vizconde de Iznájar, casado con María Ana Pancorbo y de Rato, nieta de los condes de Du Quesne; y Mencía López de Becerra y de Casanova, marquesa del Cenete, grande de España, casada con Francisco Javier de Saavedra y Rodríguez-Pomatta.